# Verein für Laufspiele Sportfreunde Lotte von 1929
Lo Sportfreunde Lotte è una società calcistica tedesca con sede a Lotte, nella Renania Settentrionale-Vestfalia. La squadra di calcio fa parte di una polisportiva che conta circa 1400 membri e ha divisioni per pallamano, ginnastica, nuoto e altri sport.

## Storia
L'associazione fu fondata come club di ginnastica Turnverein Lotte nel 1929. Dopo la seconda guerra mondiale il club fu rifondato con il nome di VfL Sportfreunde Lotte il 9 febbraio 1946.
Lo Sportfreunde Lotte ha vinto la Bezirksliga Westfalen nel 1989, nel 1996 ha vinto la Landesliga Westfalen, venendo così promosso in Verbandsliga Westfalen (V), che ha poi vinto nel 2004, venendo così promosso in Oberliga. Lo Sportfreunde Lotte è rimasto in Oberliga fino al 2008, quando è stato promosso in Regionalliga West.

## Stadio
Lo Sportfreunde Lotte gioca le sue partite casalinghe nell'Arena SolarTechnics (ex Kreuz Lotter) che contiene 7.474 posti a sedere.

## Palmarès

### Competizioni nazionali
- Fußball-Regionalliga: 1

2012-2013 (Regionalliga Ovest), 2015-2016 (Regionalliga Ovest)

### Competizioni regionali
- Bezirksliga Westfalen: 1

1989
- Landesliga Westfalen: 1

1996
- Verbandsliga Westfalen: 1

2004

### Altri piazzamenti
- Promozione in Regionalliga West: 1

2008

## Organico

### Rosa 2016-2017
| N. |                     | Ruolo | Calciatore        |
| -- | ------------------- | ----- | ----------------- |
| 3  | Germania (bandiera) | D     | Tim Wendel        |
| 4  | Germania (bandiera) | D     | Gerrit Nauber     |
| 5  | Germania (bandiera) | D     | Matthias Rahn     |
| 6  | Germania (bandiera) | C     | Tim Gorschlüter   |
| 7  | Germania (bandiera) | C     | Alexander Hettich |
| 8  | Polonia (bandiera)  | C     | André Dej         |
| 9  | Turchia (bandiera)  | A     | Semih Daglar      |
| 10 | Germania (bandiera) | A     | Bernd Rosinger    |
| 11 | Germania (bandiera) | A     | Luka Tankulić     |
| 15 | Germania (bandiera) | C     | Moritz Heyer      |

| N. |                       | Ruolo | Calciatore            |
| -- | --------------------- | ----- | --------------------- |
| 16 | Germania (bandiera)   | D     | Nico Neidhart         |
| 17 | Germania (bandiera)   | C     | Nico Granatowski      |
| 19 | Germania (bandiera)   | A     | Kevin Freiberger      |
| 20 | Portogallo (bandiera) | C     | Kevin Pires-Rodrigues |
| 21 | Germania (bandiera)   | D     | Phillipp Steinhart    |
| 23 | Germania (bandiera)   | D     | Alexander Langlitz    |
| 27 | Germania (bandiera)   | C     | Dennis Brock          |
| 30 | Germania (bandiera)   | P     | Benedikt Fernandez    |
| 31 | Germania (bandiera)   | C     | Marcel Kaffenberger   |
| 33 | Germania (bandiera)   | P     | Yannick Zummack       |

### Rosa
| N. |                     | Ruolo | Calciatore          |
| -- | ------------------- | ----- | ------------------- |
| 1  | Germania (bandiera) | P     | Marcus Rickert      |
| 2  | Germania (bandiera) | D     | Fabian Liesenfeld   |
| 3  | Germania (bandiera) | D     | David Czyszczon     |
| 4  | Germania (bandiera) | D     | André Wiwerink      |
| 5  | Germania (bandiera) | D     | Dalibor Gataric     |
| 6  | Germania (bandiera) | C     | Tim Gorschlüter     |
| 7  | Germania (bandiera) | C     | Timo Kunert         |
| 8  | Germania (bandiera) | C     | Sergej Neubauer     |
| 9  | Germania (bandiera) | A     | Christian Erwig     |
| 10 | Germania (bandiera) | C     | Sebastian Reinert   |
| 11 | Polonia (bandiera)  | C     | Michael Oscislawski |
| 12 | Germania (bandiera) | P     | Bastian Görrissen   |

| N. |                     | Ruolo | Calciatore             |
| -- | ------------------- | ----- | ---------------------- |
| 13 | Germania (bandiera) | C     | Aleksandar Petreski    |
| 14 | Albania (bandiera)  | A     | Mursel Smakolli        |
| 15 | Brasile (bandiera)  | D     | Sidney Santos de Brito |
| 16 | Germania (bandiera) | C     | Benjamin Wingerter     |
| 17 | Germania (bandiera) | A     | Danny Arend            |
| 20 | Germania (bandiera) | A     | Marco Schneider        |
| 21 | Germania (bandiera) | P     | Nick Hamann            |
| 22 | Germania (bandiera) | A     | Simon Engelmann        |
| 23 | Germania (bandiera) | A     | Sebastian Stachnik     |
| 24 | Germania (bandiera) | D     | Tobias Willers         |
| 58 | Turchia (bandiera)  | A     | Ercan Aydogmus         |

## Statistiche e record

### Partecipazione ai campionati
| Livello | Categoria    | Partecipazioni | Debutto   | Ultima stagione | Totale |
| ------- | ------------ | -------------- | --------- | --------------- | ------ |
| 1º      | -            | 0              | -         | -               | 0      |
| 2º      | -            | 0              | -         | -               | 0      |
| 3º      | 3. Liga      | 3              | 2016-2017 | 2018-2019       | 3      |
| 4º      | Oberliga     | 4              | 2004-2005 | 2007-2008       | 15     |
| 4º      | Regionalliga | 11             | 2008-2009 | 2021-2022       | 15     |
| 5º      | Landesliga   | 5              | 1989-1990 | 1993-1994       | 15     |
| 5º      | Verbandsliga | 8              | 1996-1997 | 2003-2004       | 15     |
| 5º      | Oberliga     | 2              | 2022-2023 | 2023-2024       | 15     |